# Brilliant (musikalbum)
Brilliant, musikalbum av den brittiska gruppen Ultravox, utgivet 2012. Det var det första albumet med kvartetten Midge Ure, Billy Currie, Chris Cross och Warren Cann tillsammans sedan "Lament" 1984. Ure, Currie och Cross hade även  spelat in albumet "U-Vox" 1986.
Den 16 oktober 2012 spelade Ultravox i Malmö, 20 oktober i Stockholm och 23 oktober i Göteborg.

## Låtförteckning
1. "Live"   4:11
2. "Flow"   4:24
3. "Brilliant"   4:22
4. "Change"   4:30
5. "Rise"   4:04
6. "Remembering"   3:43
7. "Hello"   5:40
8. "One"   4:43
9. "Fall"   4:07
10. "Lie"   4:35
11. "Satellite"   3:58
12. "Contact"   4:31